# Nilüfer Hatun
Nilüfer Hatun (nénuphar, également appelé Lülüfer Hatun ou Ülüfer Hatun, décédée vers 1363), est la concubine d'Orhan, le deuxième sultan de l'histoire de l'Empire ottoman, et la mère du sultan Murad Ier, le successeur d'Orhan. Elle est la première femme d'origine chrétienne à devenir la mère d'un sultan ottoman après avoir été esclave.

## Biographie
Nilüfer Hatun était une esclave d'origine grecque qui entra dans le harem du sultan Orhan en 1325. Elle devient sa concubine et donne naissance l'année suivantre à un fils à Orhan, le futur Murad I,,. Après 1331, elle fut transférée à Iznik avec son fils.
En mars 1362, Orhan meurt et est remplacé comme sultan par le fils de Nilüfer, Murad Ier. Nilüfer devint ainsi la première femme d'origine esclave chrétienne à être la mère d'un sultan ottoman et la première khatan de l'Empire ottoman,,.
Au cours de sa vie, Nilüfer fait construire un imaret, un hammam, un caravansérail et dix-huit autres bâtiments destinés à divers usages, notamment caritatifs.
La date de la mort de Nilüfer n'est pas connue avec certitude. Selon les sources historiographiques, elle serait morte entre 1363 et 1383,. Elle meurt à Bursa et est enterrée dans la même ville, dans le türbe d'Orhan,,.
En 1388, Murad Ier ordonne la construction du Nilüfer Hatun Imaret, à Iznik, un hospice dédié à la mémoire de sa mère et financé par son héritage waqf (donation faite à une œuvre d'utilité publique, pieuse ou charitable). Après avoir été un hospice pour les derviches, il est restauré en 1950 et ouvert au public en 1960 sous le nom de Musée d'Iznik.

## Famille
De Orhan, Nilüfer a eu un fils,, :
- Mourad Ier (1326-1389). Sultan de l'Empire ottoman après son père.

## Controverses historiques
Le récit traditionnel sur Nilüfer est extrêmement confus et contradictoire car, étant la mère d'un sultan régnant mais d'origine servile, les historiens ultérieurs ont pris soin de « l'ennoblir », lui attribuant des origines et des histoires qui étaient en réalité fictives ou concernant d'autres consorts d'Orhan, un processus impliquant plusieurs consorts ottomans au cours des siècles.
Une illustration est la manière dont Nilüfer a été décrite comme une noble byzantine nommée Holofira, fille du tekfur de Bilecik,, un récit qui fusionne en fait avec les histoires des épouses d'Orhan, Bayalun et Asporça : en fait, l'enlèvement de la fille de Bilecik a eu lieu en 1299, plus de vingt ans avant l'entrée de Nilüfer dans le harem,,,,,. De même, la tradition affirme que Nilüfer était l'épouse d'Orhan qu'Ibn Battuta rencontra à Bursa en 1331, tandis que cette femme était, encore une fois, Bayalun ou Asporça,,.
Un autre exemple est le fait que la tradition attribue à Nilüfer la maternité de Soliman (1306-1357), l'aîné et favori des fils d'Orhan et son héritier présomptif jusqu'à sa mort en 1357 dans un accident de chasse. En réalité, Soliman était le fils de la consort Efendize Hatun et est né en 1306, vingt ans avant l'apparition de Nilüfer dans le harem et la naissance de Murad I.,